# Andra serbiska upproret
Andra serbiska upproret (1815-1817) syftar på andra fasen av Serbiska revolutionen mot Osmanska riket, vilket följde det  första serbiska upproret, (1804-1813) och den osmanska ockupationen från 1813. Det andra upproret ledde till att Serbien delvis blev självständigt från Osmanska riket. Furstendömet Serbien skapades 1817 med eget parlament och konstitution men fortfarande underställt Osmanerna.
I förlängningen drevs alla Osmanska styrkor ut ur furstendömet 1867 vilket gjorde furstendömet de facto självständigt. 1878 kunde det självständiga kungariket Serbien utropas.

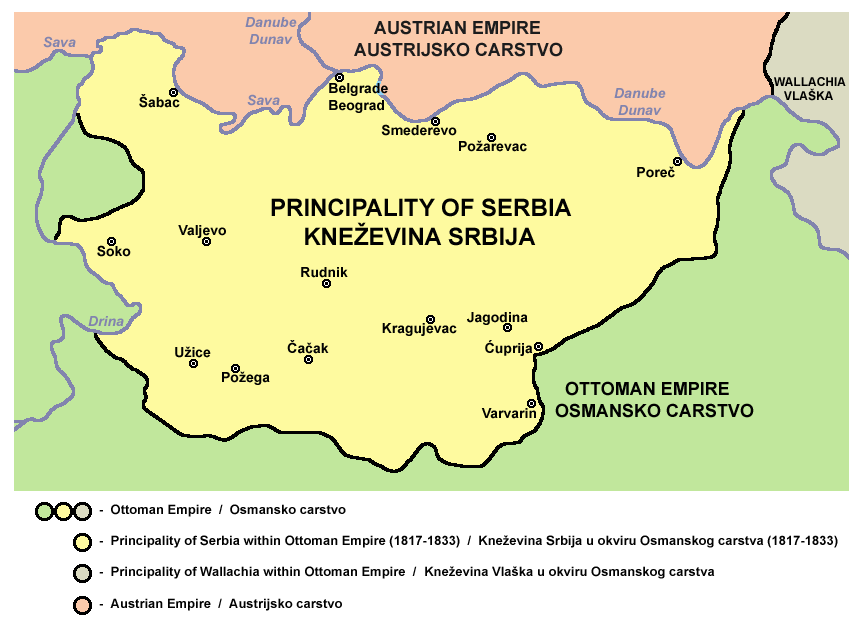
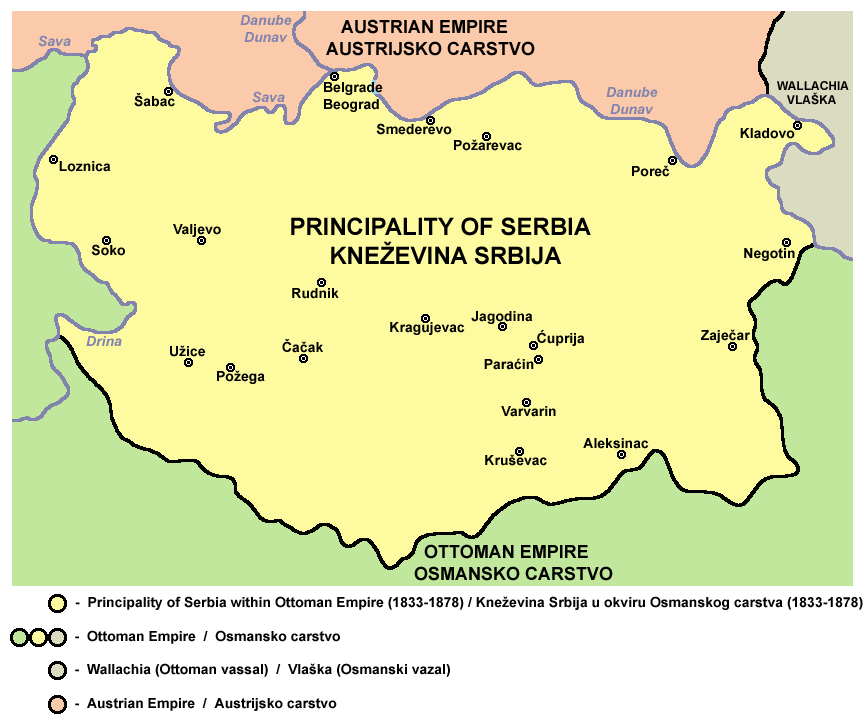